# Jouy-lès-Reims

Jouy-lès-Reims este o comună în departamentul Marne, Franța. În 2009 avea o populație de 195 de locuitori.